# Sylvain Légaré
Pour les articles homonymes, voir Légaré.
Sylvain Légaré (né le 22 octobre 1970 à Québec) est un homme politique québécois. Il a représenté la circonscription électorale de Vanier à l'Assemblée nationale du Québec. Il a siégé en tant que député de l'Action démocratique du Québec. Il est conseiller municipal à Québec.

## Biographie

### Jeunesse et formation
Sylvain Légaré complète une formation de pilote d'avion de 1990 à 1993 et un diplôme d'études professionnelles en information aérienne au Centre de formation professionnel de Charlesbourg en 1996. Il étudie en planification financière à l'Université Laval et à Télé-Université à compter de 2000.
De 1997 à 1999, il est observateur météo pour Environnement Canada, puis conseiller financier de 1999 à 2008 et propriétaire d'un cabinet de services financiers de 2003 à 2008. Il est propriétaire et administrateur de LaScène Lebourgneuf depuis 2016. 

### Carrière politique
Sylvain Légaré a été élu pour la première fois lors de l'élection partielle du 20 septembre 2004. Cette élection était nécessaire à la suite de la démission du député et ministre libéral de la Justice, Marc Bellemare. Au cours de cette élection, Sylvain Légaré a obtenu 46,78 % des votes exprimés alors que le candidat libéral a obtenu 27,92 % des voix et le candidat du péquiste, 21,97 %.
Il a été réélu lors de l'élection générale du 26 mars 2007. Il fut cependant défait lors de l'élection générale du 8 décembre 2008.
Le 1er novembre 2009, lors des élections municipales de 2009, il est élu comme conseiller municipal à Québec dans le district de Val-Bélair comme représentant de l'Équipe Labeaume.
Le 19 décembre 2014, il démissionne de son poste au Comité exécutif de la Ville de Québec et quitte Équipe Labeaume pour des raisons personnelles. 
Il revient avec l'équipe du maire en 2017.
Il ne se représente pas aux élections municipales de 2021 à Québec.
Il est impliqué dans une controverse entourant la gestion de l’église de Sainte-Brigitte-de-Laval, désacralisée en 2021 afin d’être transformée en centre de diffusion culturelle. En août 2025, la municipalité confie l’administration du lieu à l’organisme LaScène, que Légaré représente, en remplacement de Diffusion Culturelle SBDL, qui en assurait la gestion depuis plusieurs années. Cette décision suscite un vif mécontentement parmi les citoyens et relance le débat sur la gouvernance culturelle locale,.